# Wudinna
Wudinna è una città dell'Australia Meridionale (Australia); essa si trova 420 chilometri a nord-ovest di Adelaide ed è la sede della Municipalità di Wudinna. Al censimento del 2006 contava 513 abitanti.